# 中国自然科学博物馆学会
中国自然科学博物馆学会是中华人民共和国自然科学博物馆工作者组成的群众性学术团体，是中国科学技术协会主管的社会团体，原名中国自然科学博物馆协会，1980年11月成立。